# Promachus argyropus
Promachus argyropus är en tvåvingeart som beskrevs av Mario Bezzi 1906. Promachus argyropus ingår i släktet Promachus och familjen rovflugor.
Artens utbredningsområde är Eritrea. Inga underarter finns listade i Catalogue of Life.